# Canadian Caper

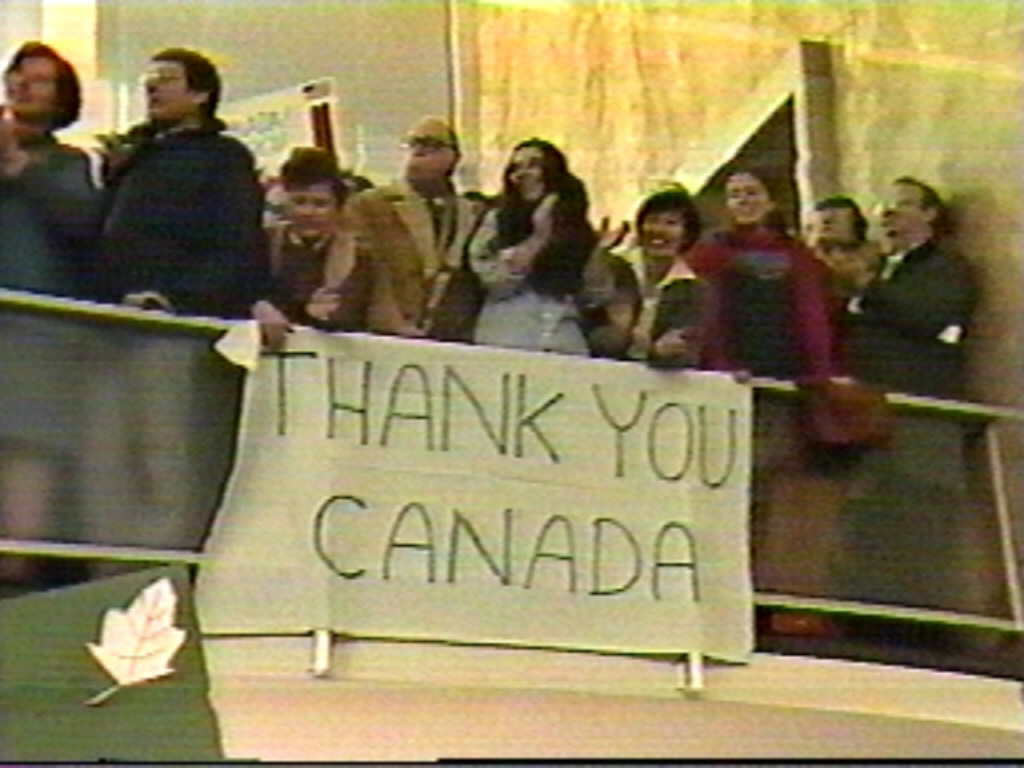
Manifestanti statunitensi che festeggiano il ritorno dei sei diplomatici grazie alla Canadian Caper

Canadian Caper fu il nome assegnato dai media all'operazione congiunta di salvataggio effettuata dal governo canadese e dalla CIA di 6 diplomatici americani che scamparono alla cattura durante l'assalto all'ambasciata americana di Teheran, in Iran, e non furono fatti prigionieri dai militanti islamisti il 4 novembre 1979.

## Storia

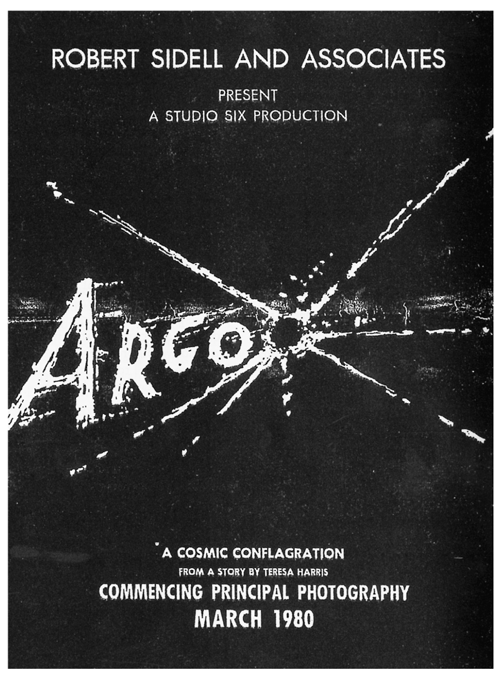
Poster del film creato dalla CIA come parte della storia di copertina

L'operazione coinvolse gli agenti della CIA (Tony Mendez e un uomo conosciuto come "Julio") che raggiunsero in Iran i sei diplomatici per esfiltrarli con un volo civile dall'aeroporto di Teheran-Mehrabad. Gli otto statunitensi finsero di essere una squadra composta da sei canadesi (i diplomatici statunitensi forniti di passaporti appositamente emessi), un irlandese e un latino-americano (Tony Mendez) che stavano facendo un sopralluogo per scegliere le ambientazioni di alcune riprese per un film di fantascienza fittizio denominato Argo. La fuga riuscì nella domenica mattina del 27 gennaio 1980.

## Nella cultura di massa
Nel film Argo del 2012, vincitore di 3 premi Oscar (tra cui quello di miglior film), 2 Golden Globe e 3 BAFTA, diretto e recitato da Ben Affleck, viene raccontata la vicenda.